# Belt II
Belt II est une œuvre du sculpteur japonais Masahiro Kiyomizu située à Paris, en France. Il s'agit d'une sculpture en acier conçue en 1972, placée dans le musée de la sculpture en plein air.

## Description
L'œuvre est une sculpture en acier. Elle est composée de trois formes imbriquées. La forme centrale est un pavé droit évidé et ouvert sur ses faces supérieures et inférieures. De ces faces sortent deux feuilles d'acier recourbées, largement étendue en haut et semblant écrasée contre le sol en bas. L'ensemble, verticalement symétrique, a la forme d'une bande d'acier courbée et insérée dans un cadre rectangulaire.
La sculpture est disposée sur un socle de pierre de petite hauteur.

## Localisation
La sculpture est installée dans le musée de la sculpture en plein air, un lieu d'exposition d'œuvres de sculpteurs de la seconde moitié du XXe siècle, dans le jardin Tino-Rossi, sur le port Saint-Bernard et le long de la Seine, dans le 5e arrondissement de Paris.

## Artiste
Masahiro Kiyomizu est un sculpteur japonais.